# Guadalupe (Zacatecas)
Pour les articles homonymes, voir Guadalupe.
Guadalupe ou Nuestra-Senora de Guadalupe de Veta Grande est une ville du Mexique dans l'état de Zacatecas.
Il s'agit de la plus grande ville de l'état.

## Géographie
Elle est située à 5 km de la ville de Zacatecas, ce qui forme l'aire urbaine Guadalupe-Zacatecas.
Elle est la capitale de la municipalité de Guadalupe.

## Monuments historiques et attractions touristiques
- Le Collège de Guadalupe de Zacatecas (Convento de Nuestra Señora de Guadalupe en espagnol)

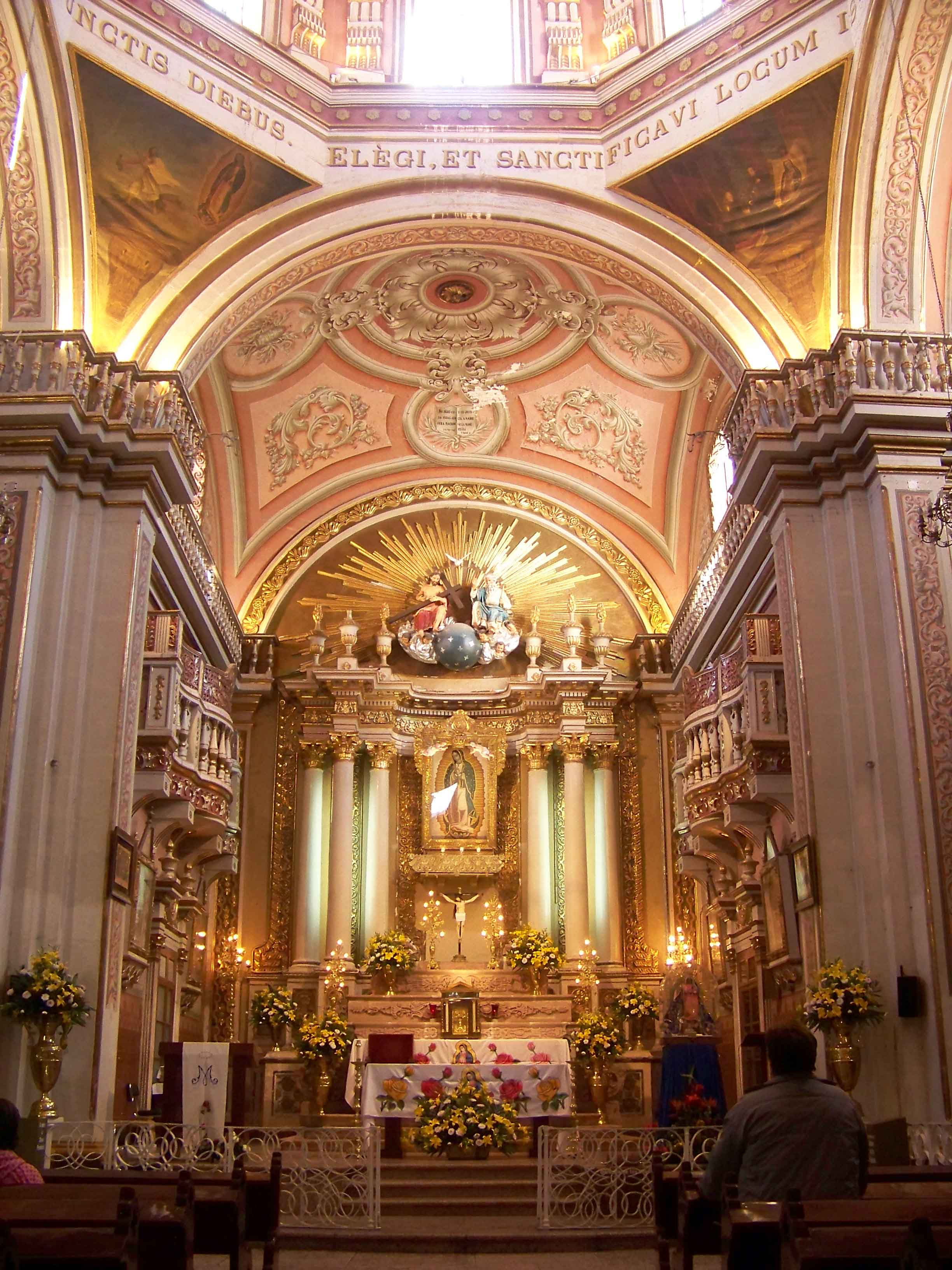
Chapelle du couvent

L'institution fut créée pour fournir une formation spécifique aux prêtres qui devaient travailler parmi les populations autochtones au sein de la vice-royauté coloniale espagnole de la Nouvelle-Espagne. Il fut fondé entre 1703 et 1707 pour former des missionnaires à destination principalement du Texas et de la Louisiane actuels. Il fut fondé sur le modèle du Collège Santa Cruz de Querétaro.
Avec le reste du centre ville le bâtiment fut inscrit depuis 2010 par l'UNESCO au patrimoine mondial de l'humanité.